# Championnats de France de paratriathlon 2015
Navigation
2014 2016
Cet article présente les résultats des championnats de France de paratriathlon 2015, qui a eu lieu à Cambrai le dimanche 31 mai 2015.

## Palmarès

### Homme
| Scratch | Triathlète          | Temps           |        | Catégorie |
| ------- | ------------------- | --------------- | ------ | --------- |
| 1       | Yannick Bourseaux   | 1 h 00 min 45 s | Or     | TP4       |
| 2       | Maxime Maurel       | 1 h 03 min 53 s | Argent | TP4       |
| 3       | Yan Guanter         | 1 h 04 min 20 s | Bronze | TP4       |
| 4       | Arnaud Grandjean    | 1 h 06 min 23 s | Or     | TP5       |
| 5       | Pascal Armand       | 1 h 07 min 00 s | 4      | TP4       |
| 6       | Arnaud Savio        | 1 h 07 min 17 s | Argent | TP5       |
| 7       | Stéphane Bahier     | 1 h 10 min 50 s | Or     | TP2       |
| 8       | Geoffrey Wersy      | 1 h 11 min 50 s | Argent | TP2       |
| 9       | Franck Paget        | 1 h 14 min 14 s | Or     | TP3       |
| 10      | Sébastien Declerck  | 1 h 16 min 03 s | Or     | TP1       |
| 11      | Jacques Saucede     | 1 h 17 min 04 s | 5      | TP4       |
| 12      | Axel Alletru        | 1 h 23 min 42 s | Argent | TP1       |
| 13      | Laurent Bardin      | 1 h 26 min 45 s | Bronze | TP1       |
| 14      | Raphaël Chaussin    | 1 h 28 min 40 s | Argent | TP3       |
| 15      | Yannick Barbaste    | 1 h 30 min 05 s | 6      | TP4       |
| 16      | Philippe Cuvillier  | 1 h 30 min 36 s | Bronze | TP5       |
| 17      | Christophe Guerrin  | 1 h 31 min 20 s | Bronze | TP2       |
| 18      | Christophe Delestre | 1 h 42 min 07 s | 4      | TP1       |
| 19      | Alexandre Meunier   | 1 h 43 min 30 s | 7      | TP4       |
| 20      | Vincent Hurtelle    | 1 h 46 min 04 s | 8      | TP4       |

### Femme
| Scratch | Triathlète        | Temps           |    | Catégorie |
| ------- | ----------------- | --------------- | -- | --------- |
| 1       | Gwladys Lemoussu  | 1 h 15 min 48 s | Or | TP4       |
| 2       | Élise Marc        | 1 h 26 min 22 s | Or | TP2       |
| 3       | Annouck Curzillat | 1 h 33 min 54 s | Or | TP5       |